# フィリップ・オライリー
フィリップ・オライリー（Philip O'Reilly、1980年7月24日 - ）は、ニュージーランド出身のラグビーユニオン選手。元日本代表。

## プロフィール
- ニュージーランド出身[1]。
- ポジションはフランカー(FL)。
- 身長 190cm、体重 100kg
- 日本代表通算キャップ数は11でワールドカップ2007の日本代表に選ばれた[2]。

## 経歴
カンタベリー大学卒業後、2001年、三洋電機（現・パナソニック）ワイルドナイツに加入。
2009年、横河武蔵野アトラスターズに加入。

## 受賞歴
- 2006-07トップリーグベスト15
- 2007-08トップリーグベスト15